# Завод карбіду кальцію в Теруелі
Завод карбіду кальцію в Теруелі — колишній виробничий майданчик в центральній частині Іспанії поблизу міста Теруель.
Наприкінці XIX — на початку ХХ століть в Іспанії з'явився цілий ряд заводів з виробництва карбіду кальцію, що як джерело ацетилену відігравав важливу роль в індустрії освітлення. Карбід отримували шляхом плавки вапна з вугіллям в електропечах, тому важливим для успіху проєкту було забезпечення поставок електроенергії, а карбідна промисловість тяжіла до районів першочергового розвитку гідроенергетики.
В 1903 році компанія Torroja y Estivill запустила в районі Теруеля виробництво карбіду та невеличку електростанцію ліцензійною потужністю 0,37 МВт. Результати виявились обнадійливими і в 1905-му власники Torroja y Estivill разом з додатковими інвесторами створили Electroquímica de Teruel, що в 1907-му ввела в дію більш потужну ГЕС Теруель, яка отримувала ресурс із річки Гвадалавіар по каналу завдовжки 5,5 км (з них 2,25 км у тунелі). Гідроелектростанція мала три турбіни потужністю по 0,39 МВт, тоді як асоційований завод карбіду кальцію оснастили трьома печами потужністю по 0,32 МВт. Зазвичай працювали дві групи (турбіна + печ), тоді як третя залишалась в резерві.
У 1914-му Electroquímica de Teruel перетворили на Carburos de Teruel.
Про обсяги виробництва: 1923 року завод випустив 450 тонн карбіду, для чого використали 850 тонн вапняку, 270 тонн металургійного вугілля та 80 тонн вугілля для печей, що випалювали вапно з вапняку.
З плином часу розвиток електричного освітлення нівелював значення карбіду. У щорічних іспанських статистичних звітах щодо гірничодобувної та пов'язаних галузей про продукування карбіду кальцію в провінції Теруель востаннє згадують у 1952 році.